# نهر المنصورة

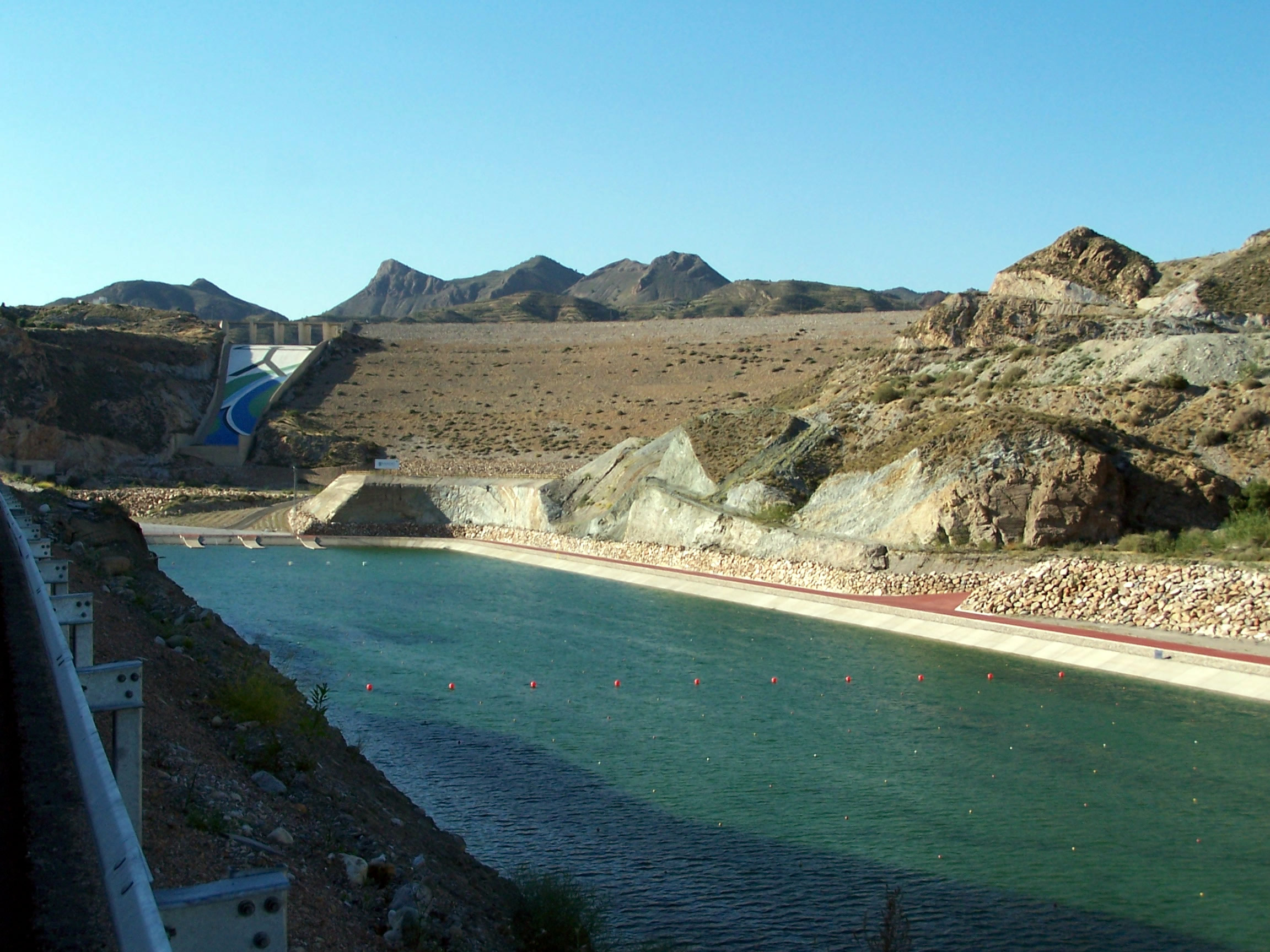
قناة التجديف بنهر المنصورة.

نهر المَنْصُورَة (بالإسبانية: Río Almanzora)‏ نهر يسيل بمقاطعة المرية بمنطقة الأندلس بجنوب شرقي إسبانيا، يبلغ طوله 90 كم، وهو يصب في البحر الأبيض المتوسط.